# Labomimus simplicipalpus
Labomimus simplicipalpus – gatunek chrząszcza z rodziny kusakowatych i podrodziny marników. Występuje endemicznie w południowych Chinach.
Gatunek ten opisali po raz pierwszy w 2013 roku Yin Ziwei i Peter Hlaváč na łamach ZooKeys. Jako miejsce typowe wskazano Rezerwat przyrody Hailuogou w chińskim Syczuanie. Materiał typowy zdeponowano w Shanghai Shifan Daxue.
Chrząszcz o rudobrązowym ciele długości 3 mm i szerokości 1,06 mm. Głowa jest nieco dłuższa niż szeroka, o zaokrąglonych bokach zapoliczków. Oczy złożone buduje około 40 omatidiów. Czułki buduje jedenaście członów, z których trzy ostatnie formują buławkę; człony dziewiąty i dziesiąty są u samca zmodyfikowane, człon dziesiąty jest mocno asymetryczny. Głaszczki szczękowe wyróżniają się na tle rodzaju brakiem modyfikacji. Przedplecze jest nieco dłuższe niż szerokie, o lekko okrągławo rozszerzonych krawędziach bocznych. Pokrywy są szersze niż dłuższe. Zapiersie (metawentryt) ma długie, na wierzchołkach rozszerzone i ścięte wyrostki. Odnóża przedniej pary mają uzbrojone kolcami brzuszne krawędzie bioder, krętarzy i ud oraz wyraźny, trójkątny wyrostek na szczycie goleni. Odnóża środkowej pary mają po dużym kolcu na spodach krętarzy, niezmodyfikowane uda i po drobnym guzku na szczycie goleni. Tylne krętarze i uda pozbawione są modyfikacji. Odwłok jest szeroki na przedzie i zwęża się ku tyłowi. Genitalia samca mają środkowy płat edeagusa symetryczny i grubszy niż u L. fimbriatus.
Owad ten jest endemitem południowo-zachodniej części Chin, znanym tylko z powiatu Luding w Syczuanie. Spotykany był w terenie górzystym, na rzędnych od 2200 do 2300 m n.p.m. Zasiedla lasy mieszane. Bytuje w ściółce.